# Mey (Unternehmen)

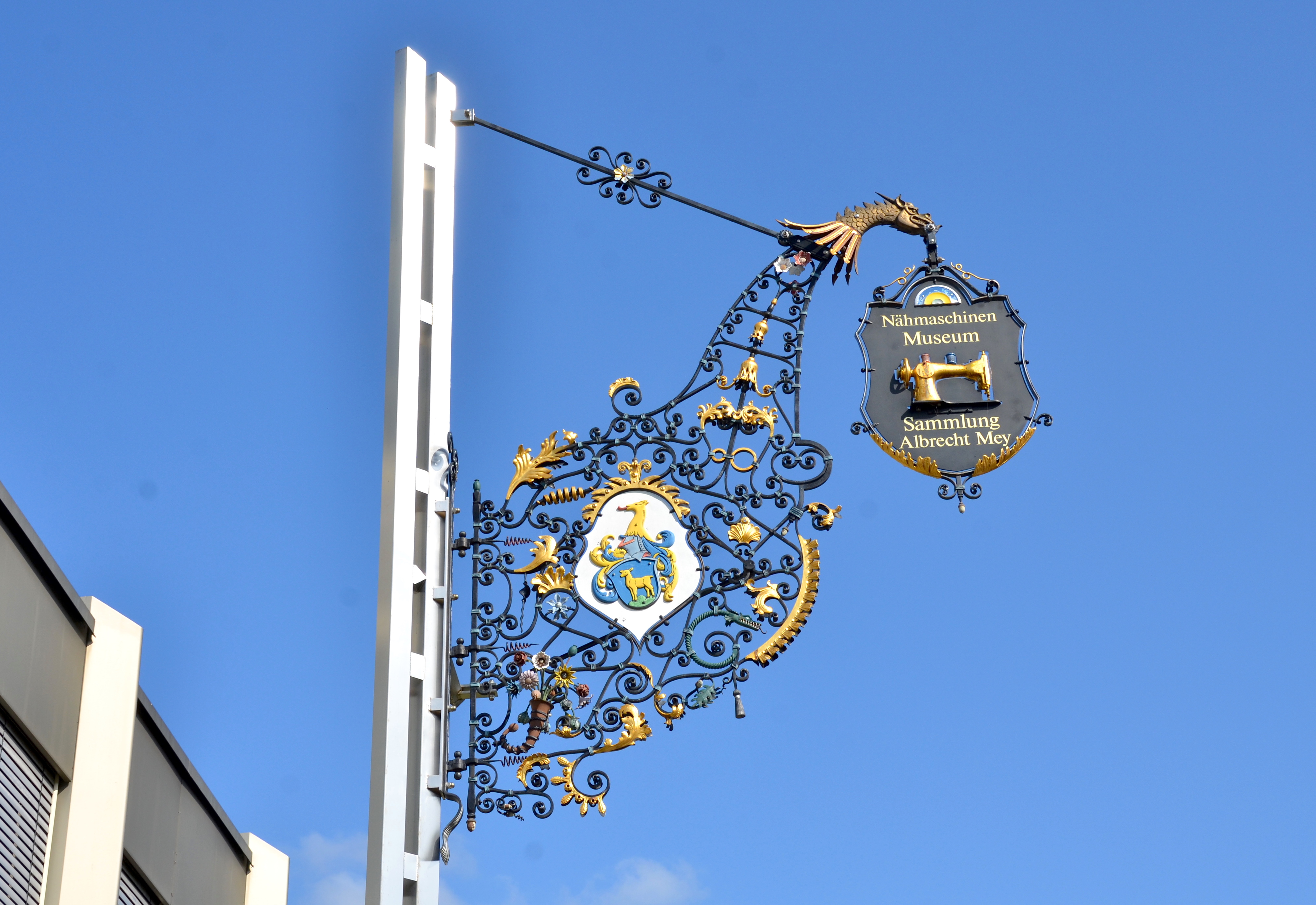
Nasenschild des Nähmaschinenmuseums der Firma Mey

Die Mey GmbH & Co. KG ist ein weltweit tätiger Hersteller von Tag- und Nachtwäsche und Dessous mit Sitz in Albstadt in Baden-Württemberg. Das Unternehmen befindet sich zu 100 Prozent in Familienbesitz.

## Geschichte

Ehemaliges Logo

Franz Mey machte sich 1928 mit einer Lohnwirkerei selbständig. 1948 gründeten die beiden Brüder Karl und Franz Mey die Gebrüder Mey OHG und begannen mit der Konfektionierung von Damen-, Herren- und Kinderkleidung. 1952 wurde ein Fabrikgebäude in Lautlingen gebaut.
1956 wurde das Unternehmen von Franz und Albrecht Mey (Vater und Sohn) geführt. 1959 entschied man sich, sich auf Damenwäsche zu spezialisieren und die Qualität der Produkte zu steigern. Im selben Jahr wurde mit dem Bau der Näherei-Filiale in Dormettingen begonnen. 1961 und 1962 wurde entschieden, mit dem Fachhandel gemeinsam Geschäfte zu machen und die Produkte ausschließlich unter der Marke „Mey“ anzubieten. Im Jahr 1972 wurde mit dem Neubau des Produktionsgebäudes in Lautlingen und Einrichtung mit modernen Maschinen und Anlagen eine rationelle Fertigung mit hochwertiger Qualität angestrebt.
Nach dem Tod von Franz Mey 1974 wurde das Unternehmen von den Brüdern Albrecht Mey und Dietmar Mey geführt. Zwei Jahre später wurde in Lautlingen ein neues Bürogebäude gebaut. 1978 kam eine weitere Innovation von Mey auf den Markt, der sogenannte Mey-Rand, welcher beim Tragen die Unterwäsche nicht abzeichnen und auftragen lassen soll.
1984 entschloss sich die Unternehmensführung, auch Herrenwäsche in das Sortiment aufzunehmen. Mit der Übernahme einer Fabrik in Bitz wurde erstmals Herrenwäsche angefertigt. Das Unternehmen besteht aus zwei rechtlich getrennten Gesellschaften mit zwei unterschiedlichen Firmensitzen in Albstadt und in Bitz. Die Nähereifiliale in Dormettingen erhielt 1987 einen Neubau. 1991 wurde in Celorico da Beira in Portugal ein neues Werk gebaut. Im Jahr darauf erhielt Mey-Herrenwäsche in Bitz einen Neubau.
Im Zuge einer Nachhaltigkeitsinitiative entwickelte Mey zusammen mit den Fischerwerken den sogenannten „Schwäbischen Bumerang“, einen Wäschebügel, der nach dem Verkauf der Wäsche wieder eingesammelt und wieder verwendet wird. Das ökologisch ausgerichtete Bügel-Kreislauf-System schaffte nach der Einführung 1997 Arbeitsplätze bei den Zollernalb-Werkstätten für Menschen mit Behinderung (ZAK gGmbH) und hilft Abfall einzusparen. Der Wäschebügel und der von Mey initiierte Bügel-Kreislauf wurde 1998 mit dem Umweltpreis „Ökoprodukt des Jahres“ ausgezeichnet.
Im Jahr 2000 expandierte Mey mit einem Neubau in Veresegyház in Ungarn. Zudem wurde bei Mey ein Unternehmensbeirat installiert. Nach dem Tod von Albrecht Mey 2002 war eine Neuorganisation der Unternehmensführung nötig, in Folge wurde die Geschäftsführung für Damen- und Herrenwäsche vereinheitlicht und die Ressortgliederung in Vertrieb/Vermarktung, Produktion und Finanzen/Dienste implementiert. Ebenfalls 2002 wurde von Mey die „Meynight“-Linie eingeführt. Damit unterbaute die Firma ihre internationale Marktführerschaft als Komplettmarke.
2006 erreichte Mey beim „Best Brand Award“ in der Kategorie „Wachstumsstärkste Produktmarke“ den zweiten Platz. Durch weitreichende Innovationen und einen strikten Ausbau des Standorts Albstadt wurde die Marke 2009 als „Beste Wachstumsmarke“ gekürt. Die Marken werden sowohl nach ihrem wirtschaftlichen Markterfolg, als auch nach ihrer psychologischen Attraktivität für die Verbraucher bewertet. Eine wichtige Rolle spielte dabei die Werbekampagne „Me, Myself and Mey“, bei der sich zahlreiche bekannte Persönlichkeiten wie Uschi Obermaier, Annett Louisan, Sarah Wiener, Esther Schweins oder Jasmin Tabatabai und Rudolf Schenker in Mey-Wäsche haben von der bekannten Fotografin Gabriele Oestreich (GABO) ablichten lassen. 2010 posierten Frank Schätzing, Cosma Shiva Hagen und Magdalena Neuner.
Ein großer Teil der Produkte wird in eigenen Werken in Deutschland, Portugal und Ungarn hergestellt. 85 Prozent der Stoffe werden am Standort in Albstadt (Deutschland) produziert. 89 Prozent der Lieferanten haben ihren Sitz in Europa. Für alle Produkte mit Wollanteil wird 100 Prozent mulesing-freie (entfernen der Haut von Schafen ohne vorherige Schmerzausschaltung) Wolle eingesetzt.
Als eines der ersten Textilunternehmen in Deutschland produzierte Mey während der COVID-19-Pandemie im Jahre 2020 Mund-Nasen-Bedeckungen.

## Standorte
Das Unternehmen unterhält fünf Produktionsstandorte, die alle in Europa liegen.

### Deutschland
- Albstadt-Lautlingen (Produktion, Verwaltung, Werksverkauf)
- Bitz (Logistik)
- Dormettingen (Logistik, Werksverkauf)

### Ausland
- Celorico da Beira, Portugal (Produktion)
- Veresegyház, Ungarn (Produktion)

## Nähmaschinenmuseum
Die Firma Mey unterhält ein Nähmaschinenmuseum in Lautlingen, welches die Geschichte der Nähmaschine von der Erfindung bis zu ihrer heutigen Entwicklung aufzeigt. Das Museum zeigt unter anderem Nähmaschinen aus dem 18. und 19. Jahrhundert, darunter eine Rekonstruktion einer englischen Nähmaschine von 1790. Es wird durch die „Stiftung und Sammlung Albrecht Mey“ betreut, deren langjähriger Vorstand Armin Mey war († 2013).